# Маусет, Гёрильд
Гёрильд Маусет (норв. Gørild Mauseth; род. 24 апреля 1972, Хьёллефьорд, Финнмарк) — норвежская актриса театра и кино.

## Биография
Родилась в 1972 году в Хьёллефьорд, Норвегия.
В 1995 году окончила Норвежской театральной академии в Осло, и поступила актрисой в театр Национальная сцена в Бергене.
С 1998 года — актриса Норвежского национального театра.
В кино дебютировала ещё студенткой, но известность ей принесла роль в фильме 1997 года «Обожжённые морозом», получила в категории «Лучший дебют» премию «Аманда» Норвежского кинофестиваля, но, хотя в 2001 году как многообещающая европейская киноактриса на «Берлинского кинофестиваля», в дальнейшем практически не снималась.
На сцене театра сыграла много ролей, однако, наиболее известна как «главная Анна Каренина Норвегии» с главной ролью в спектакле по одноимённому роману Льва Толстого, с который в 2013 году в трёхмесячном турне по Норвегии в 57 городах был поставлен около 70 раз, и даже в 2015 году была приглашена на эту роль в Россию — сыграв в постановке Приморского краевого драм театра.
В 2013 году вместе с мужем сняла художественно-документальный фильм «Каренина и я».
В 2021 году входила в члены жюри Международного фестиваля «Северный характер» в Мурманске.
Замужем за итальянским режиссёром и продюсером Томмазо Моттолой, пара жила в Риме, но затем переехала в деревушку Кьеллефьорд на севере Норвегии, воспитывает сына.

## Фильмография
- 1993 — Телеграфист / Telegrafisten — Рэгна
- 1997 — Обожжённые морозом / Brent av frost — Лилиан
- 2017 — Каренина и я / Karenina & I — камео / Анна Каренина

## Призы и награды
- 1998 — Норвежский кинофестиваль — премия «Аманда» .
- 2001 — Берлинский кинофестиваль — лауреат премии Shooting Stars Award от Норвегии